# Католицька церква Святої Марії (Борнова)
Католицька церква Святої Марії (тур. Santa Maria Katolik Kilisesi) — католицька церква в районі Борнова міста Ізмір, Туреччина.

## Історія
Розташована неподалік площі Джумхурієт у самому центрі Борнови, католицька церква Санта-Марія була зведена у 1797 році з дерева зусиллями францисканського ордену. У 1832 році, за розпорядженням султана Махмуда II, будівлю перебудували у візантійському стилі, цього разу вже з використанням каменю. У саду навколо церкви були влаштовані гробниці, де поховано чимало представників левантійської громади Борнови. Під час створення площі Борнова Джумхурієт у 1970-х роках територія навколо церкви зменшилася через будівництво нових будівель навколишньої території. Рішенням суду у 2018 року будівлю церкви було передано Італійській католицькій церкві.

## Архітектура
Церква присвячена святому Івану Богослову і є відносно невеликою спорудою, розрахованою приблизно на 150 осіб. Поруч із будівлею свого часу збудували невелику школу. Архітектурно церква має прямокутне планування і зведена з тесаного каменю. Вона складається з одного нефа. Апсида відокремлена від основного залу двома сходинками з мармуру та поручнями з того ж матеріалу.
Позаду кафедри розміщене готичне вікно зі стрілчастою аркою, прикрашене вітражами із зображеннями біблійних сюжетів. Основне приміщення освітлюється через вікна з вікна з гостроверхими арками, розташовані з обох боків нефа. На церковне подвір’я ведуть двері в готичному стилі з гостроверховою аркою. Станом на сьогодні будівля збережена в доброму стані.